# Lake Oswego
Lake Oswego är en stad i delstaten Oregon, Clackamas County (som även sträcker sig mot Multnomah County och Washington County) i USA. Staden hade 37 610 invånare år 2013. Lake Oswego ligger söder om delstatens största stad Portland, vilket gör den till en förort till staden. Den grundades 1847, fick stadsrättigheter 1910 och var centrum för Oregons stålindustri under 1900-talet. 
Singer-songwritern Sam Martin är uppvuxen i Lake Oswego. Borgmästaren för staden heter Kent Studebaker.

## Vänorter
- Yoshikawa, Japan
- Pucón, Chile

## Personer med anknytning till Lake Oswego
- LaMarcus Aldridge
- Allen Alley
- Jon Arnett
- Daniel Baldwin
- Nicolas Batum
- J. J. Birden
- Frank Brickowski
- Walt Brown
- Terry Dischinger
- Chris Dudley
- Mike Dunleavy, Jr
- Mike Erickson
- Rudy Fernández
- Stu Inman
- Neil Lomax
- Kevin Love
- Stan Love
- Merrill McPeak
- Bart Miadich
- Patty Mills
- Linus Pauling
- Julianne Phillips
- Richard Read
- Mike Richardson
- Don Schollander
- Henry Selick
- William Stafford
- Drew Stanton
- Salim Stoudamire
- Michael Stutes
- Nathan Farragut Twining